# Lux (épisode de Doctor Who)
Pour les articles homonymes, voir Lux.
Lux est le deuxième épisode de la Saison 2 de la série télévisée britannique Doctor Who, diffusé le 19 avril 2025 sur BBC One et Disney+.

## Distribution
- Ncuti Gatwa (VFB : Maxime Van Santfoort) : Quinzième Docteur
- Varada Sethu (VFB : Fanny Dreiss) : Belinda Chandra
- Linus Roache (VFB : Didier Colfs) : Reginald Pye
- Alan Cumming[2] (VFB : Fabian Finkels) : M. Ring-a-Ding / Lux Imperator
- Cassius Hackforth (VFB : Jérémie Petrus) : Tommy Lee
- Millie O'Connell (VFB : Béatrice Wegnez) : Sally Soleil
- Lewis Cornay (VFB : Esteban Delsaut) : Logan Cheever
- Samir Arrian (VFB : Corentin Bürki) : Hassan Chowdry
- Bronte Barbe (VFB : Maud Van Wind) : Lizzie Abel
- Steph Lacey (VFB : Camille Deleu) : Robyn Gossage
- Anita Dobson (VFB : Myriam Thyrion) : Mrs Flood[3]
- Lucy Thackeray : Renée Lowenstein
- Jane Hancock : Helen Pye
- William Meredith : Policier
- Ian Shaw : Présentateur
- Ryan Speakman : Époux

## Accroche
La quête du Docteur pour ramener Belinda chez elle, emmène le TARDIS à Miami en 1952, où un cinéma abandonné cache un secret terrifiant. Le Docteur peut-il découvrir le pouvoir de Lux ?

## Résumé
Incapable de retourner au 24 mai 2025, le TARDIS atterrit en 1952 à Miami, où le Docteur et Belinda trouvent un cinéma qui est fermé. Dans un restaurant, ils parlent à la mère de l'une des 15 personnes qui ont disparu dans le cinéma, qui continue de jouer des films la nuit. Bien que la ségrégation raciale soit toujours appliquée, le serveur leur permet de rester.
À l'intérieur du cinéma, le duo découvre un personnage de dessin animé vivant, M. Ring-a-Ding, l'incarnation de Lux Imperator, Dieu de la Lumière, qui est le responsable. Le projectionniste, Reginald Pye, joue des films pour Lux, qui utilise son pouvoir de lumière pour recréer la défunte épouse de Reginald. Lux a piégé les personnes disparues dans une pellicule de film. Il piège également le Docteur et Belinda, et les transforme en personnages de dessins animés, jusqu'à ce qu'ils retrouvent leurs formes d'origine. Ils fuient vers une autre fausse réalité, où un flic raciste du "NYPD" les met au défi. Ils finissent par sortir d'une télé qui se trouve appartenir à des fans de la série "Doctor Who". Même s'ils sont heureux de rencontrer leurs héros, ils expliquent qu'ils ne sont pas la réalité, mais une autre construction fictive de Lux.
De retour au cinéma, le Docteur guérit sa main blessée en utilisant de l'énergie régénératrice restante de la bi-génération. Lux vole cette énergie pour se créer un vrai corps. Belinda tente de brûler les bobines de film dans le cinéma pour provoquer une explosion. Reginald, encouragé par l'image de sa défunte femme, accepte de se sacrifier pour sauver tout le monde. L'explosion fait un trou dans le mur du cinéma laissant passer la lumière du soleil. Lux s'abreuve de cette lumière et se développe à l'infini jusqu'à ce qu'il ne devienne qu'un avec l'univers, ramenant les 15 personnes disparues.
Alors que le Docteur et Belinda partent, Mrs Flood interromps une discussion pour leur montrer le TARDIS se dématérialiser, affirmant que ce "spectacle" est à une "durée limitée" qui se termine le 24 mai. Les fans de la série donnent leurs avis sur l'épisode, réalisant qu'ils existent toujours.

## Continuité
À venir...